# Чабер кримський
Чабе́р кри́мський (Satureja taurica) — багаторічна рослина родини глухокропивових, близько споріднена із чабром гірським, часто розглядається як підвид останнього. Низький духмяний напівчагарник із дрібними ланцетними листками та бузковими квітами. Вузький ендемік України, поширений виключно в Криму. Лікарська і харчова рослина, яку вживають як пряність.

## Опис
Багаторічний напівчагарник заввишки 20—40 см. Стебла прямостоячі, при основі здерев'янілі, чотиригранні або круглі в перерізі, червонуваті. Листки на коротких черешках, лінійно-ланцетні чи оберненоланцетні, цілокраї, загострені, шкірясті, вкриті залозками з обох боків. Молоді листки на смак пекучі.
Суцвіття розташовані на верхівках пагонів на кшталт вузького колосу і являють собою несправжні пазушні мутовки, складені з 3—7 квіток на коротких квітконіжках. Квітки зигоморфні, двостатеві, п'ятичленні, від червонувато-бузкового до блідо-бузкового кольору, дуже запашні. Довжина оцвітини 5—15 мм. Чашолистки ланцетні, сильно залозисті. Віночок зрослопелюстковий, має доволі довгу трубку і двогубий відгин. Верхня губа невиразно дволопатева, нижня має три виразні лопаті із неясними червонуватими рисками. Тичинкові нитки білі, пиляки бузкові або рожево-бузкові.
Плоди — довгасті чотиригорішки, дещо розширені до верхівки, тупі, голі, блідо-коричневі з чорними цятками.

### Хімічний склад
Під час цвітіння надземна частина чабру кримського містить до 2,5 % ефірної олії, у складі якої знайдені тимол, фенол, карвакрол, пінен.

## Поширення та екологія
Чабер кримський, як відображено у його видовій назві, належить до представників кримської флори і ніде за межами Кримського півострова не трапляється. Оскільки весь його ареал цілком лежить в межах України, цю рослину слід вважати її ендеміком.
Рослина тепло- і світлолюбна, посухостійка. Зростає на сухих гірських схилах, віддає перевагу кам'янистим ґрунтам, відслоненням таких гірських порід як вапняк і мергель. Притаманна хазмофітним і петрофітно-степовим рослинним угрупованням.
Розмножується насінням. Цвітіння відбувається в червні — серпні. Квіти запилюють комахи. Насіння достигає в серпні — вересні.

## Статус і значення виду
Оскільки самостійний видовий статус чабру кримського багатьма систематиками не визнаний, в Україні цей таксон в природоохоронних законодавчих документах не зазначений. Його популяції охороняють на теренах пам'яток природи «Мис Алчак», «Гора Ак-Кая», у ландшафтному парку «Бахчисарай» тощо. Цим осередкам загрожують рекреаційне навантаження і заліснення.
Чабер кримський використовують як пряність. Завдяки пекучому смаку і специфічному запаху його зелень додають до підлив, рибних страв, овочевих салатів, м'ясного фаршу при приготуванні ковбас. Вона також виступає складовою ароматичних сумішей, які застосовують у лікеро-горілчаному виробництві, при консервуванні овочів. Завдяки високому вмісту ефірної олії ця рослина не тільки надає приємного запаху стравам, а виступає також і як консервант, запобігаючи псуванню продуктів.
У народній медицині траву чабру кримського застосовують як вітрогонний і відхаркувальний засіб, їй приписують також антибактеріальні, протиглисні й інсектицидні властивості. Така дія може бути пояснена високим вмістом тимолу. Наукові дослідження поки що однозначно підтвердили антибактеріальну дію цієї рослини, зокрема, здатність препаратів чабру кримського пригнічувати розвиток кишкової палички, мікобактерій туберкульозу, золотистого стафілококу, збудника грибкових захворювань Candida albicans.

## Таксономія
За відомостями сайту The Plant List для цього виду зареєстрований лише один синонім — Satureja montana subsp. taurica (Velen.) P.W.Ball. Багато дослідників розглядають цю назву як основну, відповідно, вважаючи чабер кримський підвидом чабру гірського.